# Шевролет импала
Шевролет импала (енгл. Chevrolet Impala; фр. Chevrolet Impala) спада у групу великих аутомобила, а од 2000. године је отпочета производња и средње класе. Производи се у три периода, од 1958. до 1985, од 1994. до 1996, и од 2000 до данас. Своје име је добила по афричком називу за антилопу. Шевролет је био најскупљи путнички аутомобил 1965. године, исте године постаје најпродаванији аутомобил у САД.
На свом дебију 1958. године, импала се разликовала од осталих модела по својим симетричним троструким стоп светлима. Кеприс као главни модел импале је проглашен за ауто године 1965. у групи спортских лимузина. Године 1966. постаје посебна серија. Импала је и даље била Шевролетов најпопуларнији модел пуне величине током средине осамдесетих. Између 1994. и 1996. године оживљен је 5,7-литарски V8-мотор који је покретао моделе Кеприс класик лимузине.
2000. године импала је поново увела комерцијални модел средње лимузине са погоном на предње точкове. У фебруару 2014, Импала 2014 је рангирана као број један ауто међу доступним великим аутомобилима у US News & World Report листи.
Када је уведена садашња десета генерација, импала 2014, девета генерација је означена као Impala Limited и продавана је само у ограниченој производњи за 2016. годину. Споменути модел као и модел из 2015. године, се продају у Сједињеним Америчким Државама, Канади и Мексику, са тренутном генерацијом импала се такође продаје на Блиском истоку, Филипинима и у Јужној Кореји.

## Историјат
Импала је била први произведен велики аутомобил, од стране Џенерал моторса, који је приказана као реплика корвете. Обојена је у смарагдно металик боју са белим ентеријером и високим стајлингом. Clare MacKichan је дизајнирао ауто, заједно са екипом људи из Понтијака. Први конструкцијски цртеж је завршио код потпреседника Шевролета и утицао да ауто буде завршен седам месеци касније.

### Импала 1958
Импала је представљена 1958. године као представник Bel Air модела. Од ветробранског стуба па уназад Bel Air Импала се структурно разликовала од јефтинијих Шевролет модела. Модел са покретним кровом је имао нешто краћу шоферку и дужи задњи крај. Међуосовинско растојање код ове генерације је дуже него код осталих Шевролет модела, иако је укупна дужина идентична. Управља се уз помоћ two-spoke волана, а браве од врата су израђене од алуминијума. Производила се само као лимузина. У односу на претходника амортизерима су замењене задње опруге, и ваздушни систем вожње је опционалан. V8 мотор стандарда A 283 cu, кубикаже 4.640 cm³, коњска снага се креће од 185 до 290 КС. Могло је да се одабере V8 турбо мотор стандарда 348 cu, 5.700 cm³, који производи 250 КС (190 kW), 280 КС (210 kW), или 315 КС (235 kW). Рамјет брзо убризгавање је доступно уз Turbo-Fire 283 V8 мотор.

### Импала 1963
Импала 1963. године произведена је са истакнутим праволинијским стајлингом са алуминијумским мотором, а задње стоп светло је уоквирено хромом. Избор мотора је са малим блоком, 283 и 327 кубних инча (4,6 i 5,4 L) V8s као најпопуларнији. Представљена је нова лимузина, повећаног покретног крова. Нова инструмент табла са једноставним индикатор светла за топле и хладне услове мотора. Постојала је могућност уградње опционог фабрикичког брзинометара на табли, одмах изнад волана.